# 3 초과 부호
3 초과 부호(3 초과 코드, excess-3, excess-3 code, XS-3)는 이진화 십진법(BCD)의 일종으로, 십진수의 각 자리를 아래와 같이, 그 숫자에 3을 더한 4비트 이진수로 표기하는 방법을 말한다.
| 십진법 | 이진법 | 십진법 | 이진법 |
| ------ | ------ | ------ | ------ |
| 0      | 0011   | 9      | 1100   |
| 1      | 0100   | 8      | 1011   |
| 2      | 0101   | 7      | 1010   |
| 3      | 0110   | 6      | 1001   |
| 4      | 0111   | 5      | 1000   |

예를 들면, 123410 = 0100010101100111excess-3이다.
여기서 10은 10진수를, excess-3은 3 초과 부호를 뜻한다.
보통의 BCD와 비교해 3 초과 부호의 이점은 다음과 같다.
- 비트를 반전 하는 것만으로도 (10진수에서의)9의 보수를 얻을 수 있으므로[1], 감산에 유용하다.
- [최상위 비트|최상위 비트(MSB)]가 410 이하일 때 0, 510 이상일 때 1이 되므로, 반올림에 유용하다.
- 모든 비트가 동시에 0이 되는 일이 없으므로, 단선 등에 의한 신호두절을 구별할 때 이용할 수 있다.

3 초과 부호는 에니악(ENIAC)이나 유니박 I(UNIVAC I) 등의 초기 컴퓨터에서 내부 표현 방식으로 채용되었으나, 최근에는 별로 사용되지 않는다.

## 참고 문헌
JIS X 0005:2002 정보처리용어(데이터의 표현) 05.07.02
아마미야 요시후미, 《현대전자회로[II]》, 옴사, 1980년, 229쪽
본 문서의 표는 "Wikipedia영문판"의 ""(16:10, 7 September 2006 UTC판)에서 가져왔다.

## 같이 보기
- 부호있는 수 표현